# Gerarctia poliotis
Gerarctia poliotis là một loài bướm đêm trong họ Noctuidae.